# Misery Peak
Il Misery Peak, (in lingua inglese: Picco della miseria), è un picco roccioso antartico, alto 2.725 m, situato all'estremità del 
versante occidentale del Roberts Massif dei Monti della Regina Maud, in Antartide.
Sul picco sorge una stazione di rilevamento geodetico.
La denominazione è stata assegnata dal gruppo sud della New Zealand Geological Survey Antarctic Expedition del 1961–62, per descrivere le molte ore miserevoli trascorse nell'attesa che le nuvole si diradassero e permettessero il ritorno del cielo sereno.